# إدريس إسكندر المتوكل على الله شاه
السلطان إدريس إسكندر المتوكل الله شاه ابن السلطان إسكندر شاه (17 أغسطس 1924 - 31 يناير 1984) هو السلطان الثالث والثلاثين لفيرق من 5 يناير 1963 حتى وفاته في 31 يناير 1984. هو ابن السلطان إسكندر شاه.

## نشأته
ولد في 17 أغسطس 1924 في كوالا كانغسار في فيرق باعتباره الابن الثاني للسلطان إسكندر. هو ابن السلطان إسكندر شاه وأخو السلطان عبد الجليل. توفي أخوه الأكبر عندما كان عمره 40 يومًا فقط.
تلقى تعليمه في مدرسة كليفورد في كوالا كانغسار، وتابع دراسته في كلية مالاي كوالا كانغسار. وعُين راجا دي هيلير عام 1933 خلفا لراجا شولان الذي توفي في ذلك العام. ثم عيّن راجا بنداهارا في أكتوبر سنة 1938 بوفاة والده. وبعد عشر سنوات في 29 مارس 1948، توفي السلطان آنذاك، السلطان عبد العزيز، وأصبح راجا إدريس وليًا للعهد لابن عمه السلطان يوسف عز الدين شاه.

## سلطان فيرق
عند وفاة ابن عمه السلطان يوسف عز الدين شاه في 5 يناير 1963، أصبح سلطان فيرق الثالث والثلاثين، ولُقّب بالسلطان إدريس إسكندر المتوكل الله شاه ابن السلطان إسكندر شاه.

## وفاته
كان السلطان إدريس شاه الثاني المرشح الأوفر حظاً لانتخاب يانغ دي بيرتوان أغونغ الثامن في ماليزيا. لكنه توفي في 31 يناير 1984، قبل أسبوع من انتخابه من قبل جميع حكام الملايو، وتوفي فجأة بعد إصابته بنوبة قلبية في مستشفى أنجكاتان تينيرا في لوموت الساعة 11:15 مساءً. كان عمره 59 عامًا وكان سلطان فيرق لمدة 21 عامًا.
ودفن في ضريح الغفران الملكي في بوكيت تشاندان، وأقيمت جنازته في 3 فبراير 1984 بالقرب من مسجد أوبودية في كوالا كانغسار. وخلفه ابن عمه الأول عزلن محب الدين شاه.